# Ioanna Kotsalou
Ioanna Kotsalou (Grieks: Ιωάννα Κώτσαλου) (28 november 2003) is een Griekse biatlete en langlaufster.
Kotsalou vertegenwoordigde haar land op de Olympische Jeugdwinterspelen van 2020 op het onderdeel biatlon. Ze eindigde als 79e op de 6 kilometer sprint en als 83e op de 10 kilometer.
Op de wereldkampioenschappen langlaufen in februari 2021 finishte ze als 91e.